# 谢鹤筹

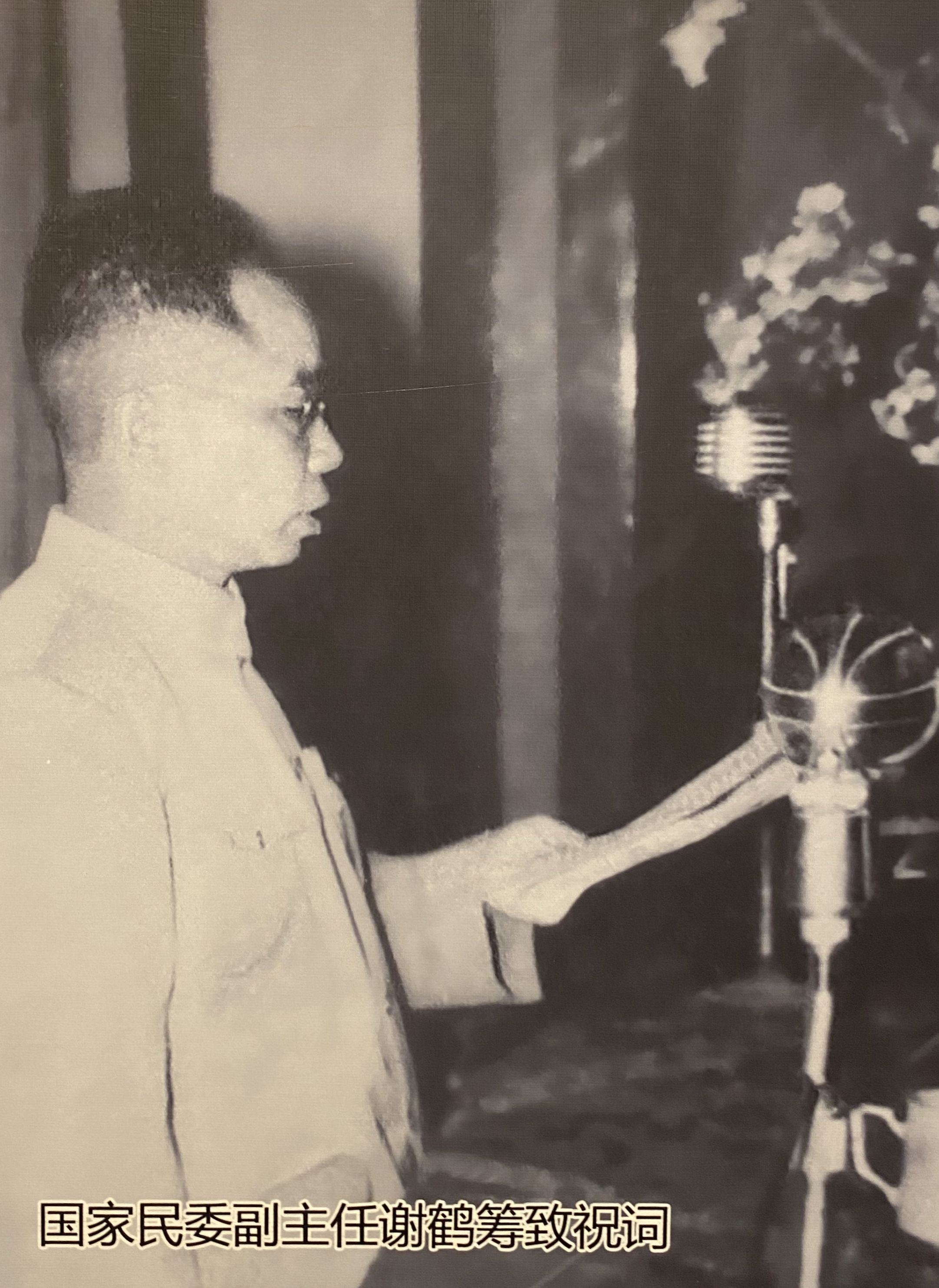
时任国家民委副主任谢鹤筹在文山壮族苗族自治州成立时致祝词

谢鹤筹（1908年—1988年），男，壮族，广西扶绥人，中华人民共和国政治人物。曾任广西省人民政府委员、广西省民族事务委员会副主任。

## 生平
1954年，当选第一届全国人民代表大会代表。